# Kościół Niepokalanego Serca Najświętszej Marii Panny w Szczecinie
Kościół Niepokalanego Serca Najświętszej Marii Panny – gotycki   kościół jednonawowy z transeptem ,  wybudowany z cegły   na granitowym fundamencie . Jeden z nielicznych kościołów Szczecina z zachowanym barokowym wyposażeniem . Świątynia znajduje się na osiedlu Stołczyn, przy skrzyżowaniu ulic Nehringa i Kościelnej. Należy do parafii Niepokalanego Serca Najświętszej Maryi Panny w Szczecinie-Stołczynie. 

## Historia
Pierwszy kościół w ówczesnej wsi Stołczyn powstał w XIII w. Wieś stanowiła początkowo uposażenie klasztoru cysterek, a następnie zakonu kartuzów. W XV w. kościół został przebudowany w stylu gotyckim. Został założony na planie prostokąta, z wieżą po zachodniej stronie budowli – zgodnie z tradycją chrześcijańską. Był to wówczas kościół salowy, czyli z jednym tylko, przestronnym pomieszczeniem wewnątrz. Prezbiterium nie było wyodrębnione. Do wnętrza świątyni prowadziło jedno lub dwa wejścia.
Kolejna rozbudowa świątyni nastąpiła w latach 20. XVIII w., co sygnalizuje napis nad wejściem do kościoła: Anno Domini 1725. Do salowego korpusu został w tym czasie dobudowany transept,  który spowodował, że wraz z salą główną w rzucie kościół ma teraz kształt krzyża. W skrzydle południowym transeptu umieszczono wejście. Wieża została rozbudowana poprzez dobudowanie dwóch górnych, drewnianych kondygnacji. Całość przykrył barokowy hełm z sygnaturką. Przemurowano wówczas również okna, a cała gotycka, ceglana bryła została otynkowana na biało.
W wyniku pożaru w 1920 r. zniszczeniu uległa wieża, a jej odbudowanie zakończyło się uproszczeniem zwieńczenia dachu, ograniczającym się do położenia miedzianego hełmu, już bez sygnaturki. Od strony północnej w latach 70. XX w. dobudowana została większa zakrystia. 

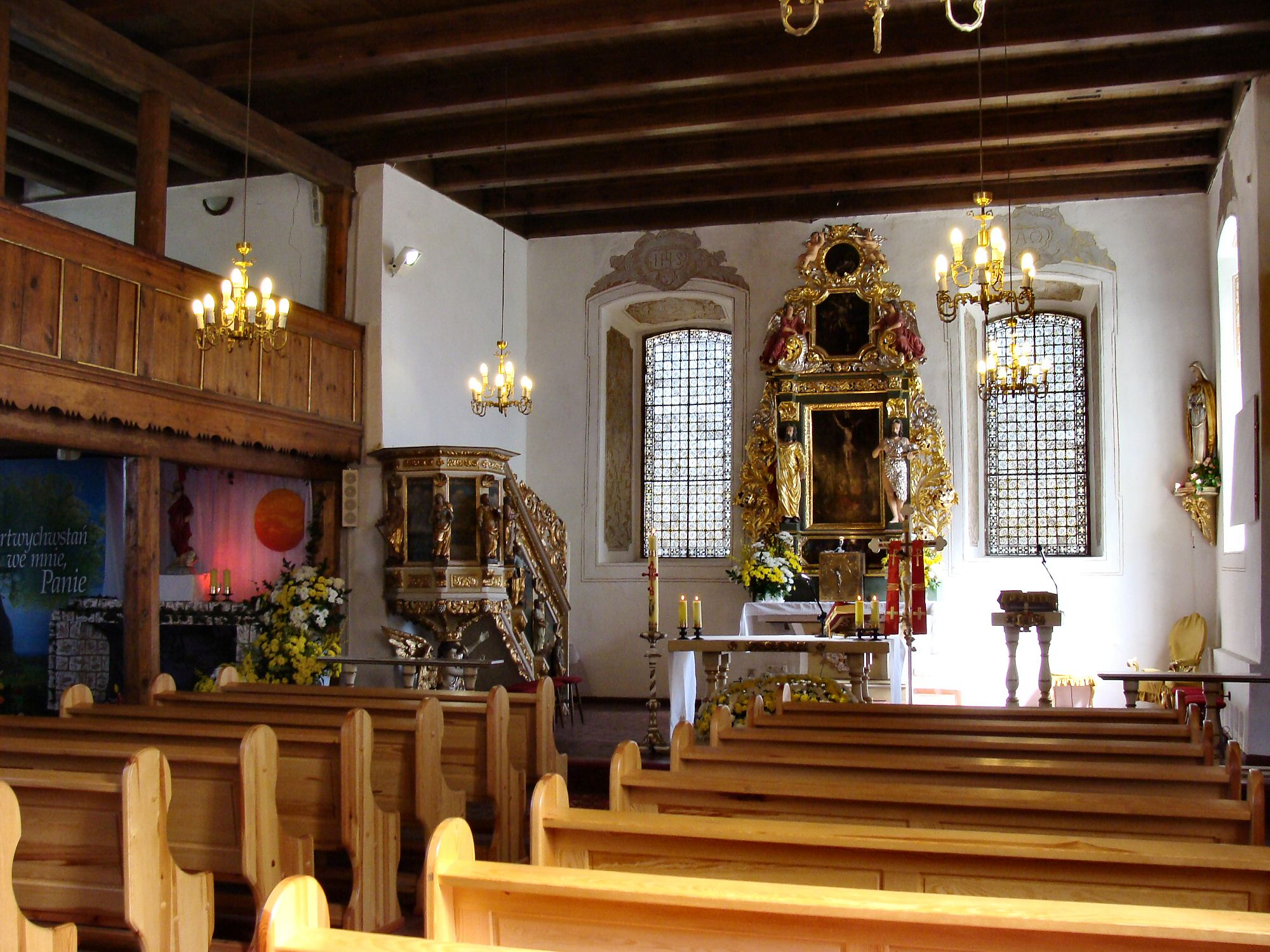
Wnętrze świątyni

Dzisiejszy kościół to efekt prac konserwatorskich z lat 80. XX wieku, których celem m.in. było odsłonięcie i wyeksponowanie gotyckich elementów architektury. W roku 1982 r . po zbiciu tynku z dolnej części wieży odsłonięty został zachodni, gotycki portal wejściowy (szczyty gotyckie nad prezbiterium i w transepcie ). Zregotycyzowany został także szczyt wschodni kościoła (portal gotycki pod wieżą od zachodu - i napis „Anno Domini 1725” dotyczący wieży barokowej ).
W przyziemiu świątyni odsłonięto kamienne elementy lica muru.   Odsłonięto zachowane w strukturze murowanej części wieży blendy, które są naśladownictwem tzw. blend stargardzkich, czyli nawiązują wyglądem do tych zastosowanych w kolegiacie w Stargardzie. We wnętrzu kościoła przeprowadzono w latach 1980-1982 konserwację barokowego ołtarza, ambony i empor, której dokonała firma Antoniego Juszczaka z Poznania . Renowacją kościoła oraz budową obiektu katechetycznego zajmowali się m.in. proboszczowie ks. Bronisław Janowski, ks. dr Ryszard Ziomek, ks. Józef Cyrulik .

## Wyposażenie

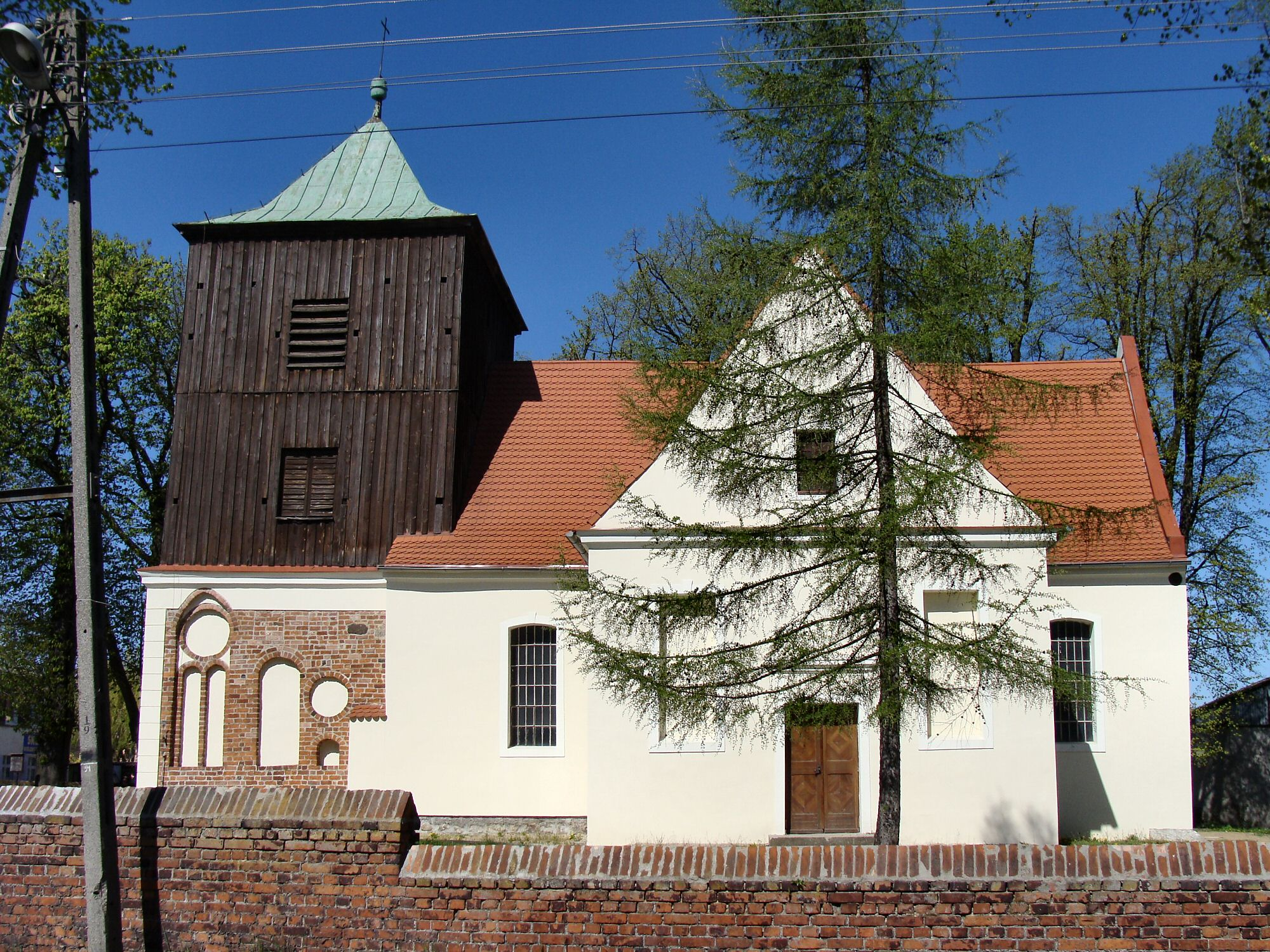
fasada południowa
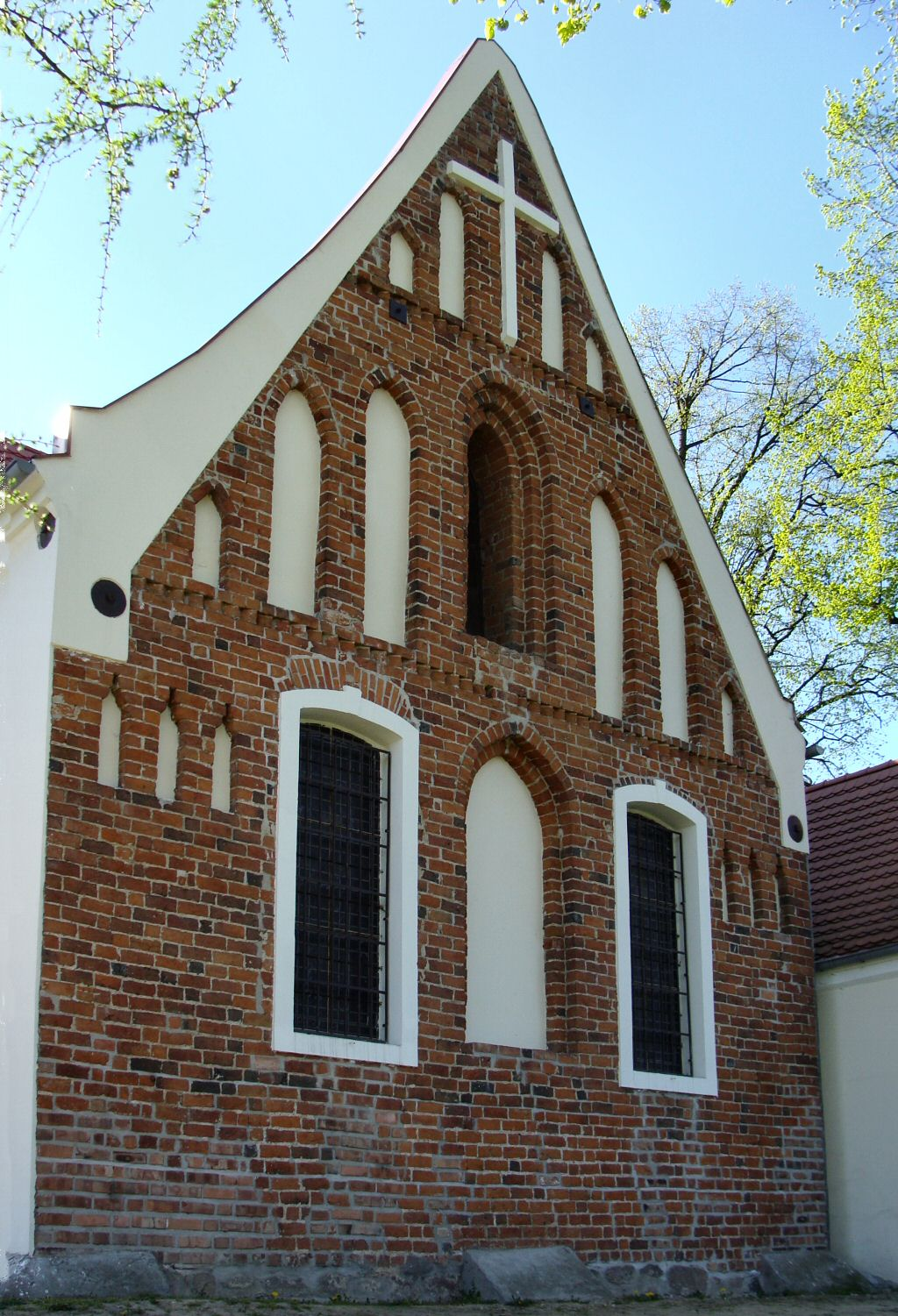
gotycki szczyt wschodni
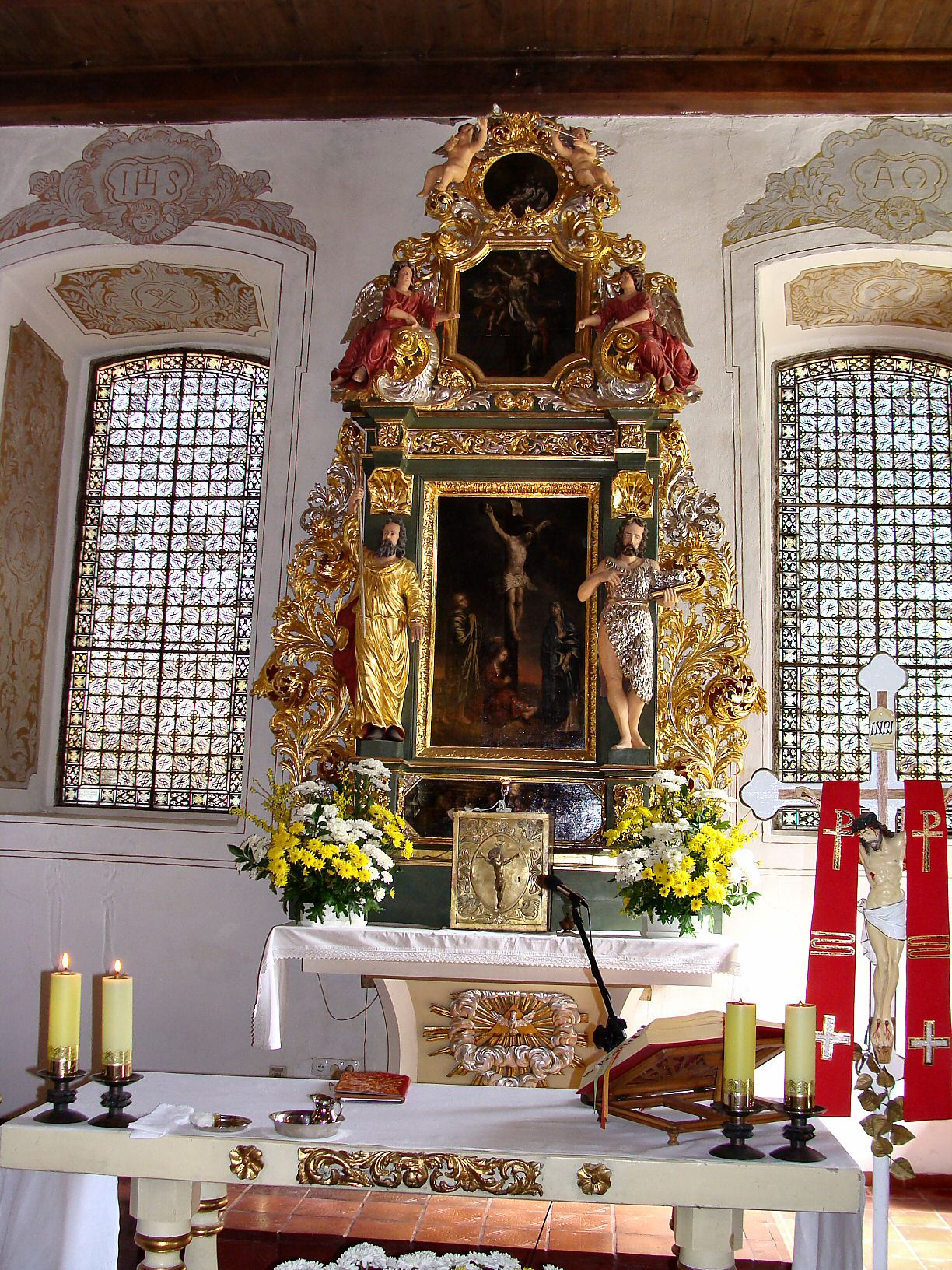
barokowy, bogato zdobiony ołtarz z 1727 roku, z rzeźbami aniołów, putt oraz figurami Mojżesza i św. Jana Chrzciciela. Ołtarz zawiera pięć olejnych obrazów: „Ostatnia Wieczerza”, „Ukrzyżowanie”, „Zdjęcie z krzyża” i „Złożenie do grobu”,
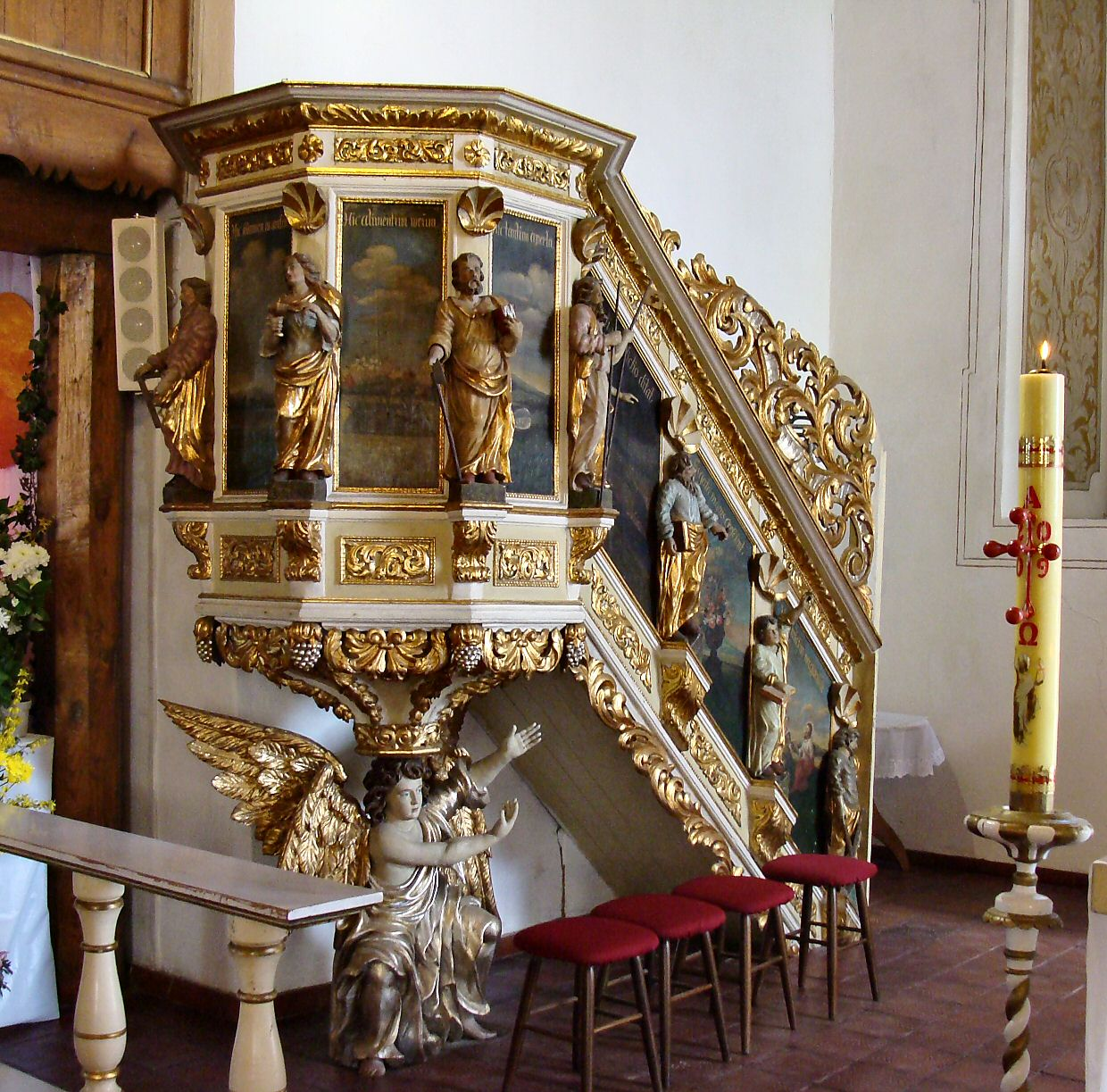
ambona
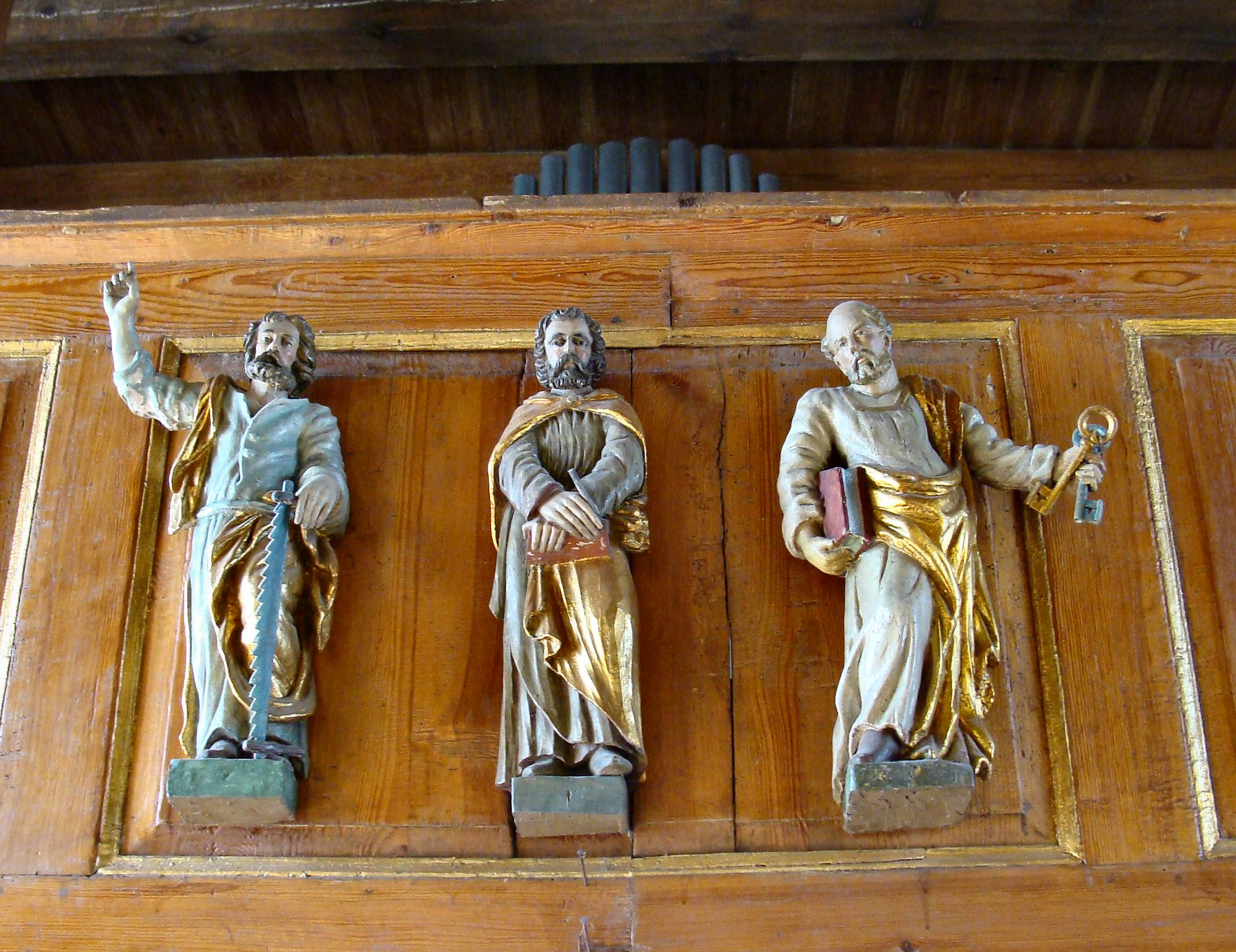
ambona – wykonana w latach dwudziestych XVIII w. w stylu barokowym. Czasza ambony wspiera się na rzeźbie anioła. Na balustradzie schodów i ściankach ambony umieszczono rzeźby apostołów oraz malowidła o symbolicznych treściach,
- rzeźby trzech apostołów na balustradzie empory organowej pochodzące z odrzwi ambony,
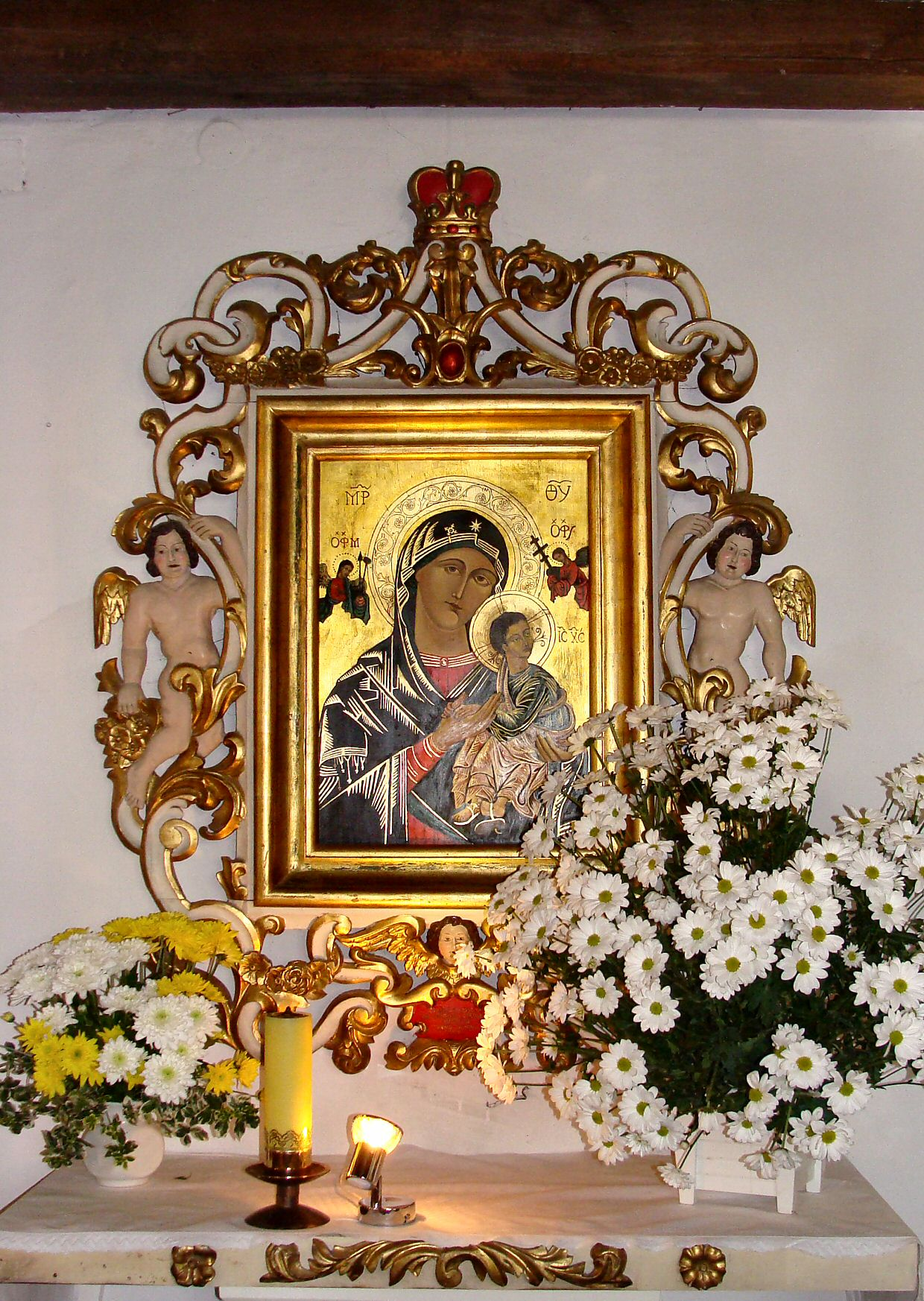
współczesny obraz Matki Boskiej Nieustającej Pomocy w pseudobarokowej, ozdobnej ramie,
- barokowy świecznik paschalny,
- dwa dzwony z 1925 r. na wieży kościelnej,
- neobarokowe polichromie w ościeżach okien prezbiterium.

## Otoczenie
Przy kościele znajduje się, nieużytkowany od początku XIX w., cmentarz otoczony murem. W narożniku muru, przy skrzyżowaniu ulic, zachowały się pozostałości pomnika poświęconego poległym w czasie I wojny światowej mieszkańcom wsi.
Przed wejściem do kościoła stoi figura Jezusa, upamiętniająca rok poświęcenia polskiej, rzymskokatolickiej parafii, w 1946 r. Cokół, na którym została postawiona figura, jest pomnikiem nagrobnym rodziny Steinbrücków, którzy łącznie przez 62. lata sprawowali opiekę duszpasterską nad, wówczas jeszcze ewangelicką, stołczyńską parafią.